# Allancastria caucasica
Allancastria caucasica is een vlinder uit de familie van de pages (Papilionidae). De wetenschappelijke naam werd gepubliceerd in 1864 door Lederer.